# إيمي ماثيوز
إيمي ماثيوز (بالإنجليزية: Amy Matthews)‏ هي مقاولة عامة أمريكية، ولدت في 19 مايو 1973.